# Звежин (гмина)
Звежин (пол. Zwierzyn) — сельская гмина (волость) в Польше, входит как административная единица в Стшелецко-Дрезденецкий повет, Любушское воеводство. Население — 4444 человека (на 2004 год).

## Сельские округа
1. Блотно
2. Бжезинка
3. Госцимец
4. Гурецко
5. Гурки
6. Пшисека
7. Гурчина
8. Жекцин
9. Сарбево
10. Звежин
11. Жулвин

## Прочие поселения
1. Серославице
2. Загае

## Соседние гмины
1. Гмина Дрезденко
2. Гмина Санток
3. Гмина Старе-Курово
4. Гмина Стшельце-Краеньске